# Ptychozoon
Ptychozoon är ett släkte av ödlor som ingår i familjen geckoödlor. Släktet förekommer i Sydostasien. Arterna inom släktet har skinnflikar utmed sina lemmar, överkropp, stjärt och huvud vilket gör att de kan glidflyga.
Arter inom släktet enligt Catalogue of Life, i bokstavsordning:
- Ptychozoon horsfieldii
- Ptychozoon intermedium
- Ptychozoon kuhli
- Ptychozoon lionotum
- Ptychozoon rhacophorus
- Ptychozoon trinotaterra